# Phuket
Phuket (thajsky ภูเก็ต, dříve znám pod názvem Tha-Laang nebo Talang) je ostrov v Andamanském moři a provincie v jihozápadním Thajsku. Má rozlohu 543 km² a žije zde 287 587 obyvatel (2004). Provincie Phuket se nachází na nedaleké pevnině, severně a východně od ostrova a sousedí s provinciemi Phang Nga a Krabi. Ostrov ležel na jedné z hlavních obchodních cest mezi Indií a Čínou. Často se o něm zmiňovaly lodní deníky portugalských, francouzských, holandských a anglických obchodníků. Nebyl však nikdy kolonizován žádnou evropskou mocností.

## Dějiny
O Phuketu se Evropa dozvěděla v roce 1545, kdy přijel do Siamu portugalský mořeplavec Fernão Mendes Pinto. Byl to jeden z prvních evropských průzkumníků, kteří podrobně popsali Phuket ve svých cestovních zprávách. Psal o něm jako o ostrově „Junk Ceylon“, což je název, který Portugalci používali pro ostrov Phuket ve svých mapách. Pinto psal, že Junk Ceylon byl přístavem, kde lodě dělaly pravidelné zastávky, aby doplnily zásoby.
V polovině 16. století byl ostrov ohrožován piráty. V okolí ostrova bylo často moře rozbouřené, což odrazovalo obchodní plavidla od návštěvy ostrova. V 17. století soupeřili Nizozemci, Angličané a pak i Francouzi o možnost obchodovat s Junk Ceylonem, který byl bohatým zdrojem cínu. Siamský král Narai, usilující o snížení holandského a anglického vlivu, jmenoval guvernérem francouzského lékařského misionáře. Francouzi však byli po siamské revoluci v roce 1688 ze Siamu vyhnáni. V roce 1785 se chtěli ostrova zmocnit Barmánci, to se jim však nepodařilo. Začátkem 20. století byl Phuket správním centrem jižních provincií, produkujících cín. V prosinci 2004 zasáhla Phuket a západní pobřeží Thajska vlna tsunami, která vážně poškodila ubytovací zařízení na celém západním pobřeží Thajska. Nejvíce postižen byl Phuket. Odhaduje se, že na pobřeží Andamanského moře, odkud vlna tsunami přišla, zahynulo 10 000 lidí. Skutečné číslo nebylo nikdy plně ověřeno.
V roce 2004 navštívilo Phuket 4,8 milionu lidí. V roce 2005, pouhý rok po katastrofě jich přijelo 2,8 miliónu. Příjmy z turismu poklesly o 3 miliardy thajských bahtů. V roce 2017 bylo podle studie Harvardovy university stále ještě nedostupných 56 % pokojů.

### Obnova ostrova po tsunami
Obnova ostrova začala ihned po tsunami. Všechny pláže byly obnoveny a jsou ve výborném stavu. Dále byl vybudován nový systém včasného varování před vlnami tsunami. Každá pláž je vybavena poplašnými věžemi se sirénami. Únikové zóny jsou zřetelně vyznačeny. 
Město Patong na západním pobřeží Phuketu použilo dary a půjčky ve výši přibližně 9,12 milionů dolarů na financování nové infrastruktury. Byl vybudován nový vodovod, který byl částečně financován vládami Dánska a Norska. Obyvatelé těchto zemí na tento ostrov rádi jezdí. Jelikož Patong je obklopen kopci, byl zde vybudován nový silniční tunel.
Před vlnou tsunami byl Phuket oblíbeným cílem západoevropských batůžkářů i důchodců, hledajících levnou dovolenou. Získal si reputaci jako údajně jediný turistický cíl v jihovýchodní Asii, schopný konkurovat indonéskému ostrovu Bali. Během několika let po tsunami prudce vzrostl zdevastovaný cestovní ruch a také ceny nemovitostí na ostrově. Zdá se, že tato katastrofa ještě posílila pověst tohoto ostrova jako tropického ráje. Dnes je na tom Phuket ekonomicky lépe než před katastrofou. Růst se však v polovině dvacátých let 21. století zpomalil kvůli politickým nepokojům v Thajsku.
Před rokem 2004 jezdilo mnoho turistů na chráněnější východní a jižní stranu ostrova. Letoviska západního pobřeží, jako Patong a Kamila, které jsou obrácena k Andamanskému moři, však byla už tehdy také populární. Bezprostředně po tsunami byly urychleny plány na vybudování dalších pláží na západním pobřeží, jako jsou Surin a Bang Tao, které leží na severozápadním pobřeží ostrova, v blízkosti letiště. V této oblasti nyní bydlí lidé, kteří si zde pořídili za vysoké částky vily, často umístěné v uzavřených komplexech.
Vláda se snaží postihovat pochybné podnikání, jako nevěstince, masážní salóny, prodej drog. Prostituce je zakázána. Phuket nabízí mnoho aktivit pro volný čas a trávení dovolené, které jsou nabízeny jsou mnoha místními cestovními kancelářemi a hotely.

## Ekonomika
Hlavním zdrojem příjmů provincie Phuket byla až do 20. století těžba cínu a sběr kaučuku. Ta však již byla ukončena. Nyní jsou to plantáže kaučukovníku a cestovní ruch. Thajsko je největším producentem kaučuku na světě.[zdroj?]
Od 80. let 20. století se rozvíjí turistika. Nejoblíbenější pláže jsou na západním pobřeží.
V červenci 2005 byl Phuket časopisem Fortune zvolen jednou z pěti nejlepších světových destinací pro život v důchodu .

V roce 2017 navštívilo Phuket asi 10 milionů návštěvníků, většinou ze zahraničí a nejvíce z Číny. Příjem z turistiky činil 14% celkových příjmů ze zahraničního obchodu. V první polovině roku 2019 došlo kvůli covidu k poklesu počtu turistů navštěvujících Phuket. Navzdory nižší návštěvnosti tvrdí Thajský úřad pro cestovní ruch (TAT), že příjmy z cestovního ruchu vzrostly v první polovině roku 2019 o 3,1 %.

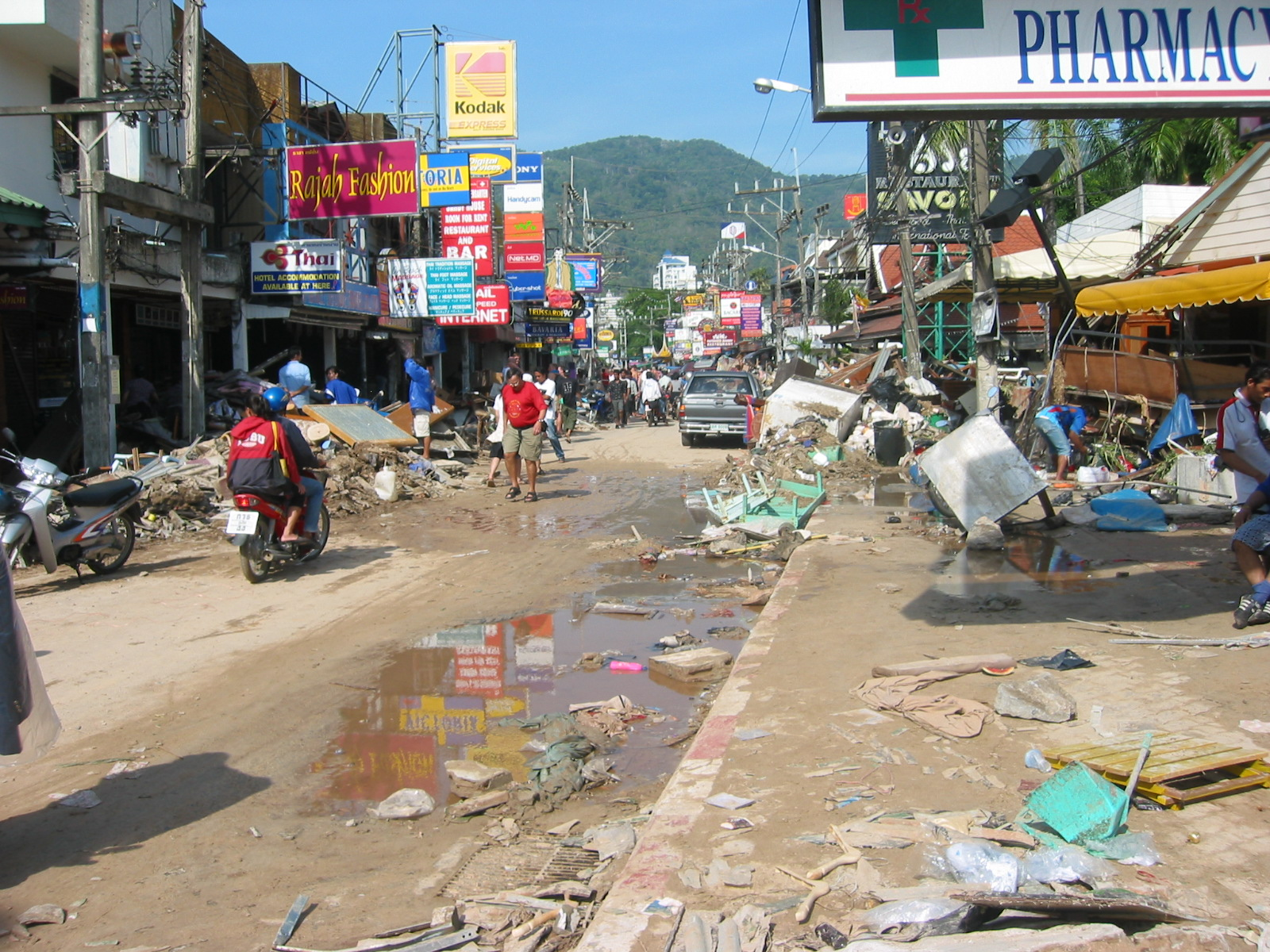
Město Patong po tsunami v prosinci 2004.

## Administrativní členění
Phuket se dělí na 3 oblasti (Amphoe) a 17 menších správních celků (tambon) s celkem 103 obcemi (muban). Statut města mají pouze hlavní město ostrova – Phuket a známé turistické centrum Pa Tong.
1. Mueang Phuket
2. Kathu
3. Thalang

## Pláže
Turistická letoviska a pláže jsou především koncentrovaná na západní straně ostrova. Tradičně v Thajsku pláže nepatří žádnému soukromému subjektu, a hotely nemohou vlastnit nebo vymezovat části pláží jen pro svoji potřebu. Z tohoto důvodu lze najít volná místa i před těmi nejluxusnějšími hotely. Pláže jsou často obsluhovány místními prodejci s malými stánky (bary). Tyto bary zajišťují prodej nápojů a drobných jídel, včetně pronájmu lehátek se slunečníky.

## Doprava
Mezinárodní letiště Phuket zajišťuje spojení pro vnitrozemskou i mezinárodní leteckou dopravu. Letiště je umístěno na severu ostrova. Směřují sem letadla z letišť Bangkok, Kuala Lumpur, Singapur, Hongkong a dalších. Doba letu z hlavního města Bangkok je přibližně 1 hodina, 20 minut. V hlavní sezóně jsou vypravovány také přímé charterové lety z Evropy. Po příletu lze využít autobusové přepravy do všech hotelů na ostrově. Pravidelné autobusové linky klimatizovanými autobusy z Bangkoku jsou provozovány několikrát denně. Cesta trvá přibližně 12 hodin.

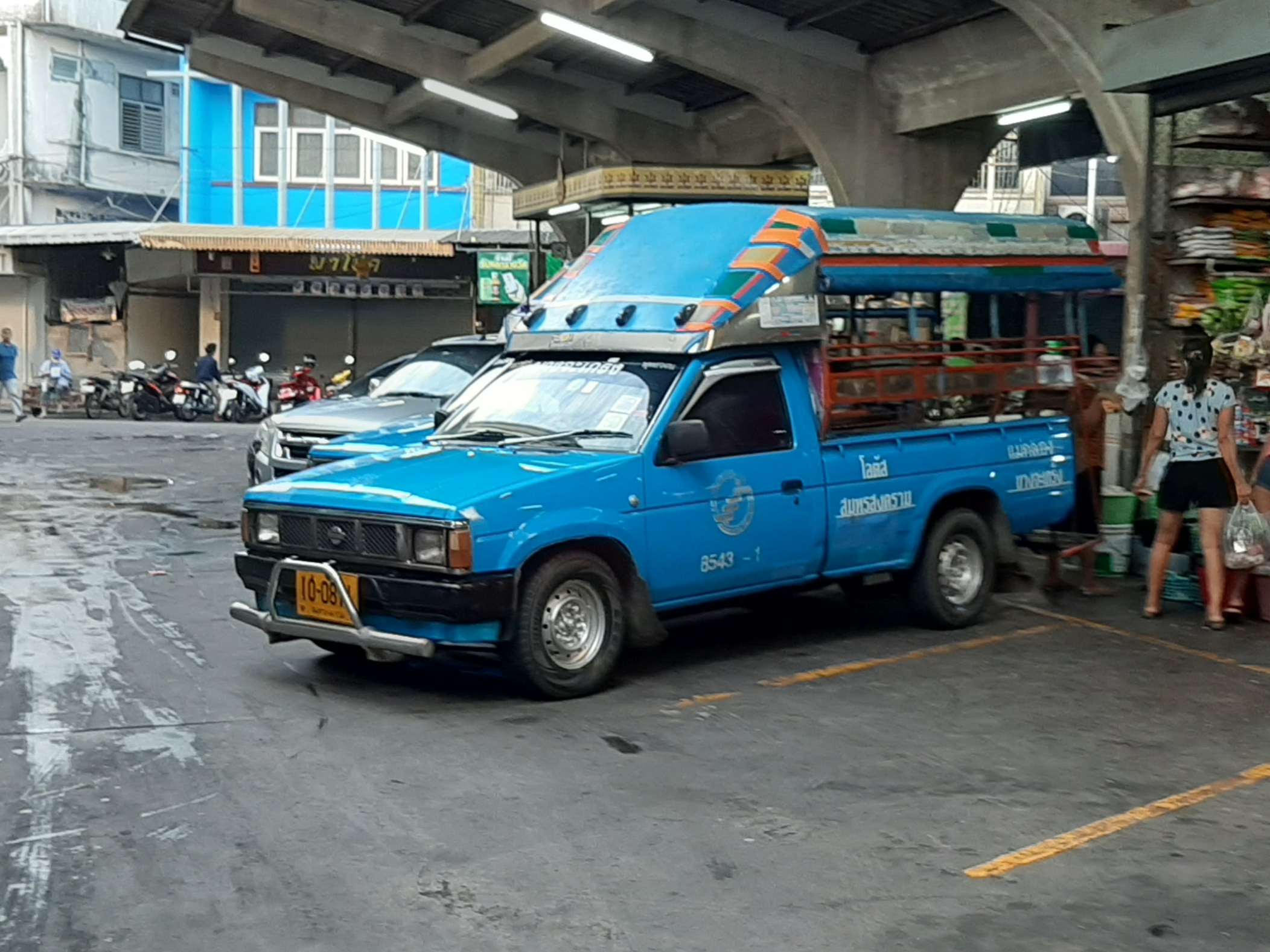
Songthaew (mikrobus) Nissan

Nejpoužívanější a nejlevnější způsob dopravy ve městě i mezi městem a plážemi jsou tzv. songthaews. Jsou to dodávky se střechou, které mají uvnitř po obou stranách lavicová sedadla. Další možností je použít klasickou taxislužbu. 
Ostrov je spojen s pevninou dvěma paralelními mosty (starší Sarasin most, novější Thao Thep Krasatri) o délce cca 600 m. Silniční vzdálenost od hlavního města Bangkok je 862 km. 

## Fotogalerie

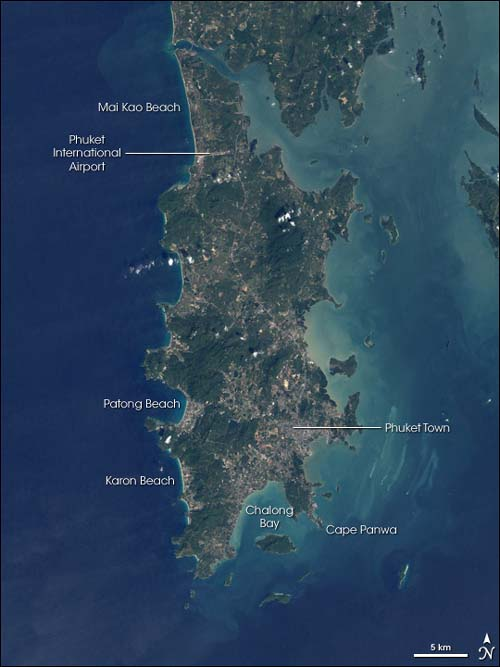
Satelitní snímek ostrova
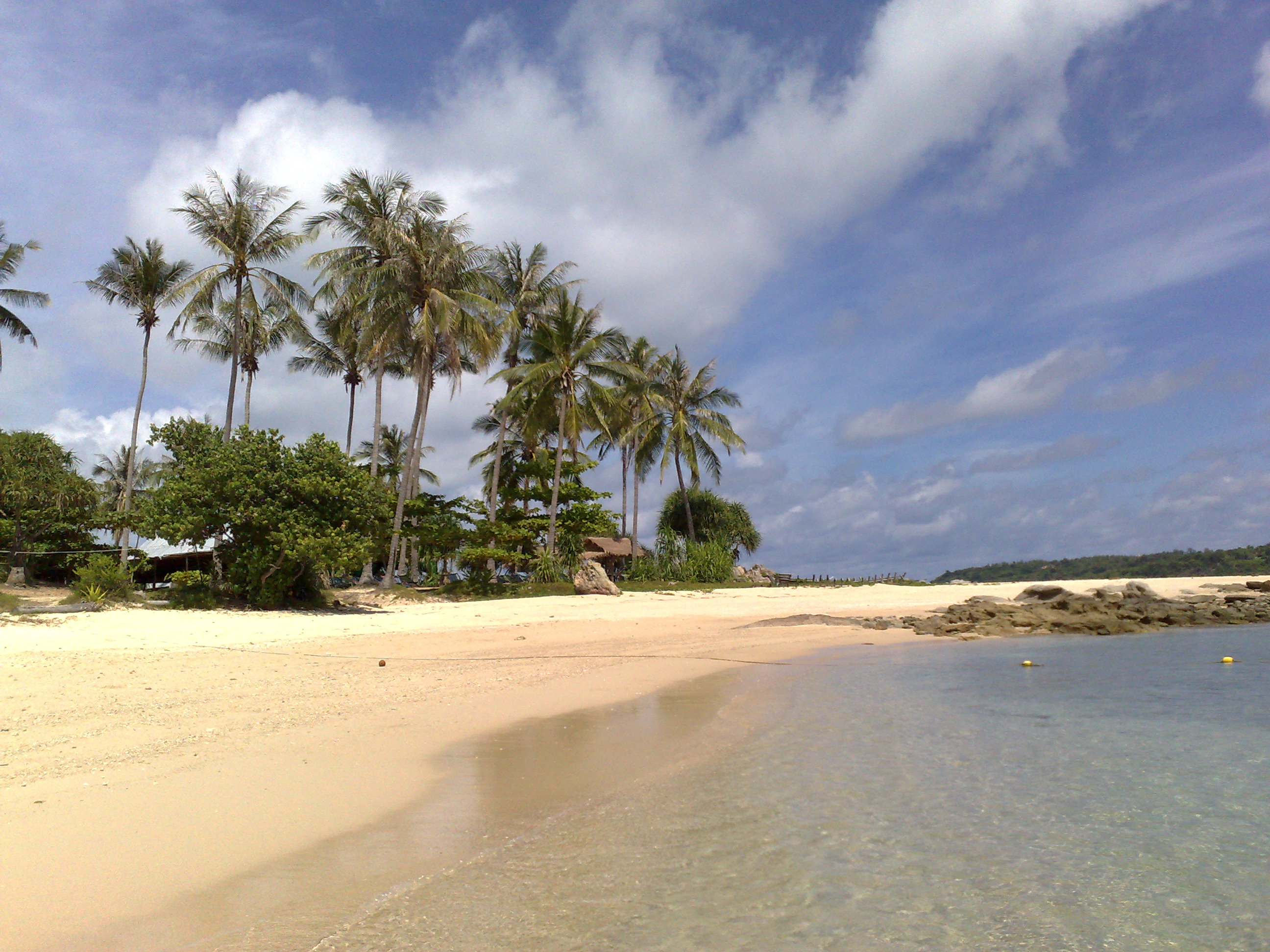
Pláž Bon Island
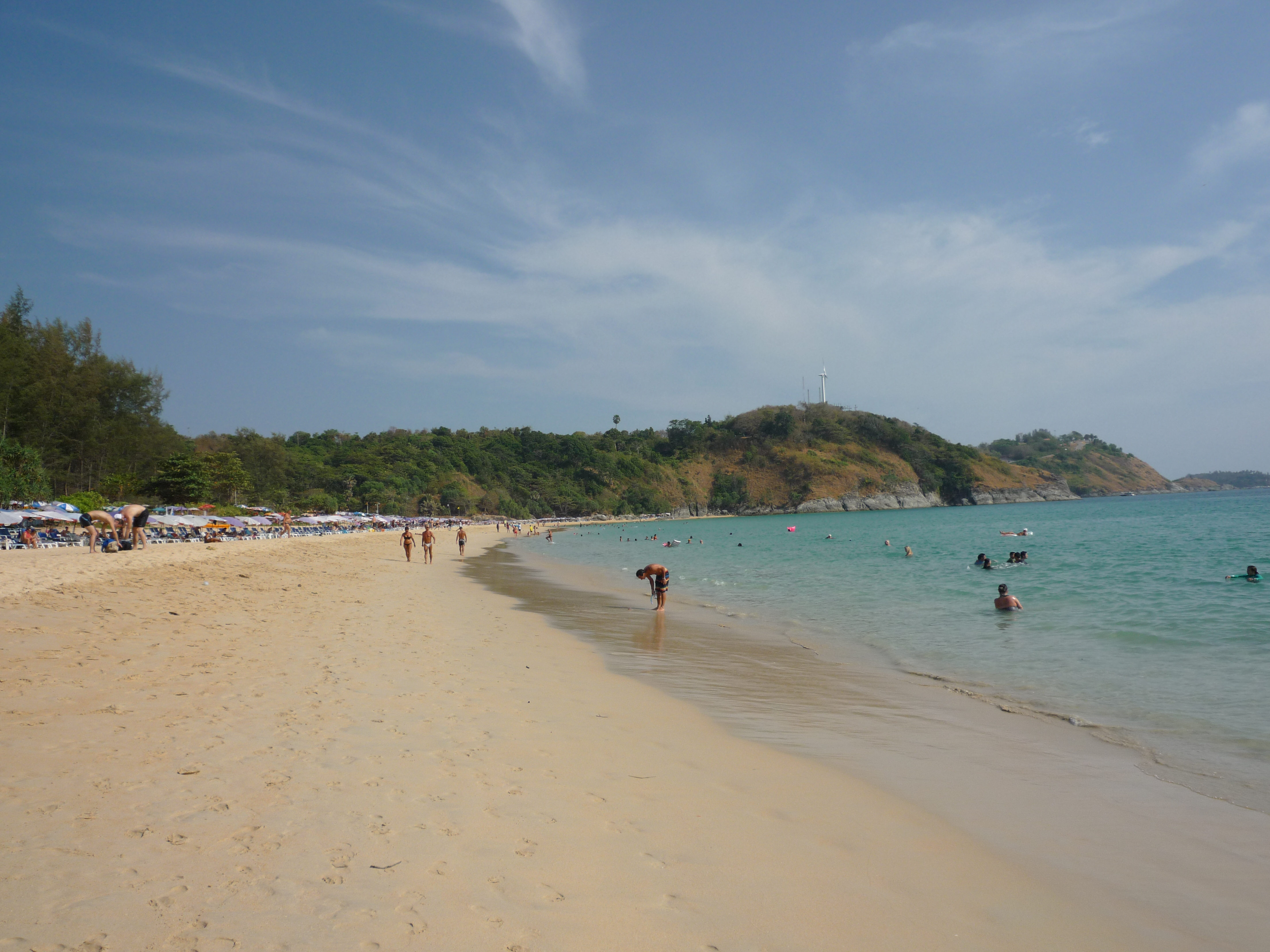
Nai Harn Beach
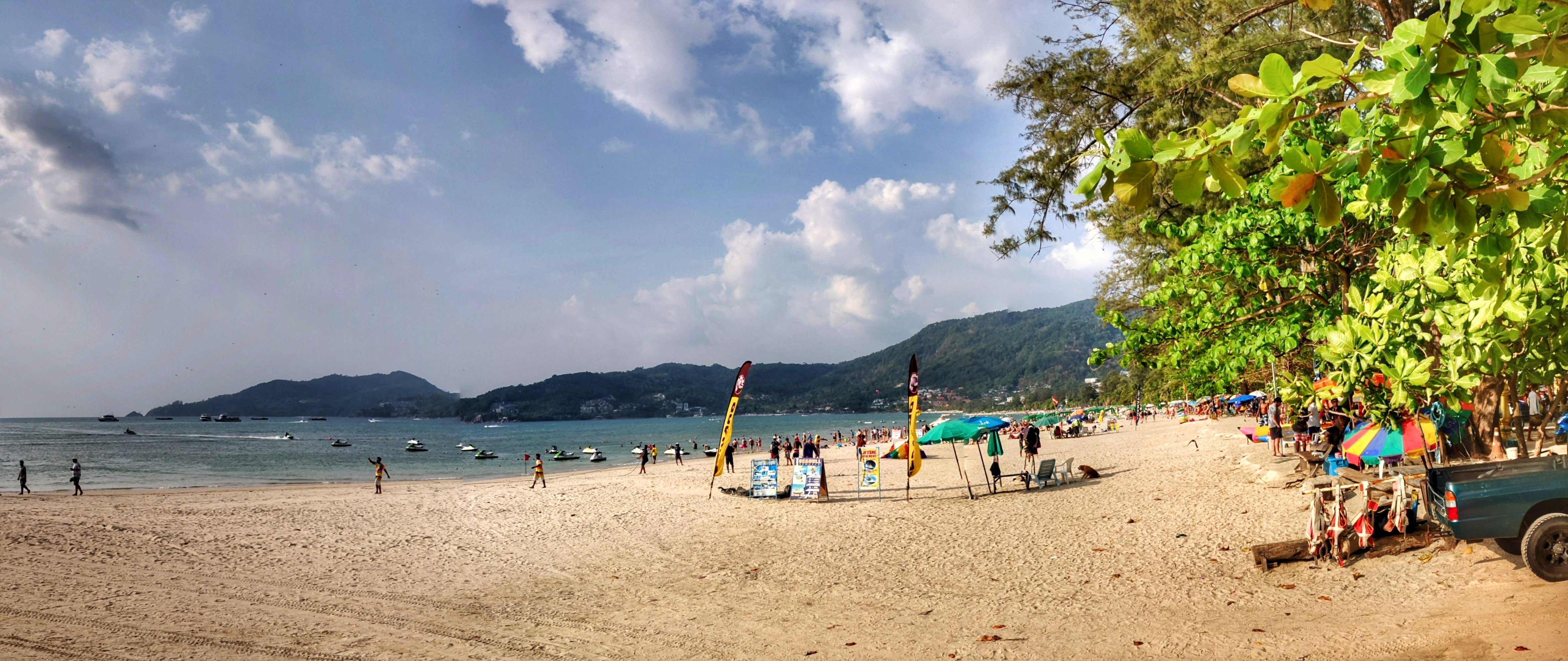
Pláž Patong
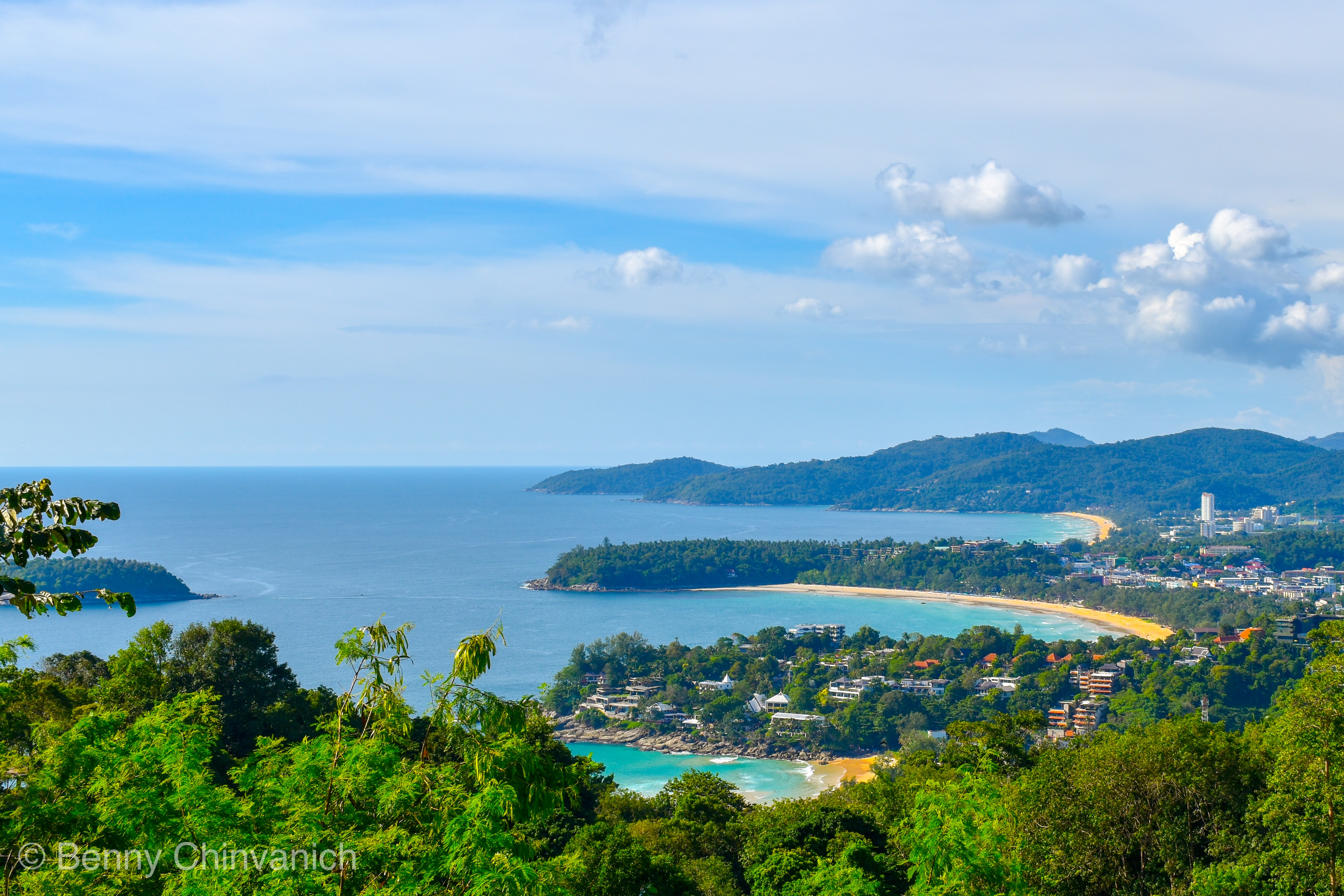
letecký snímek
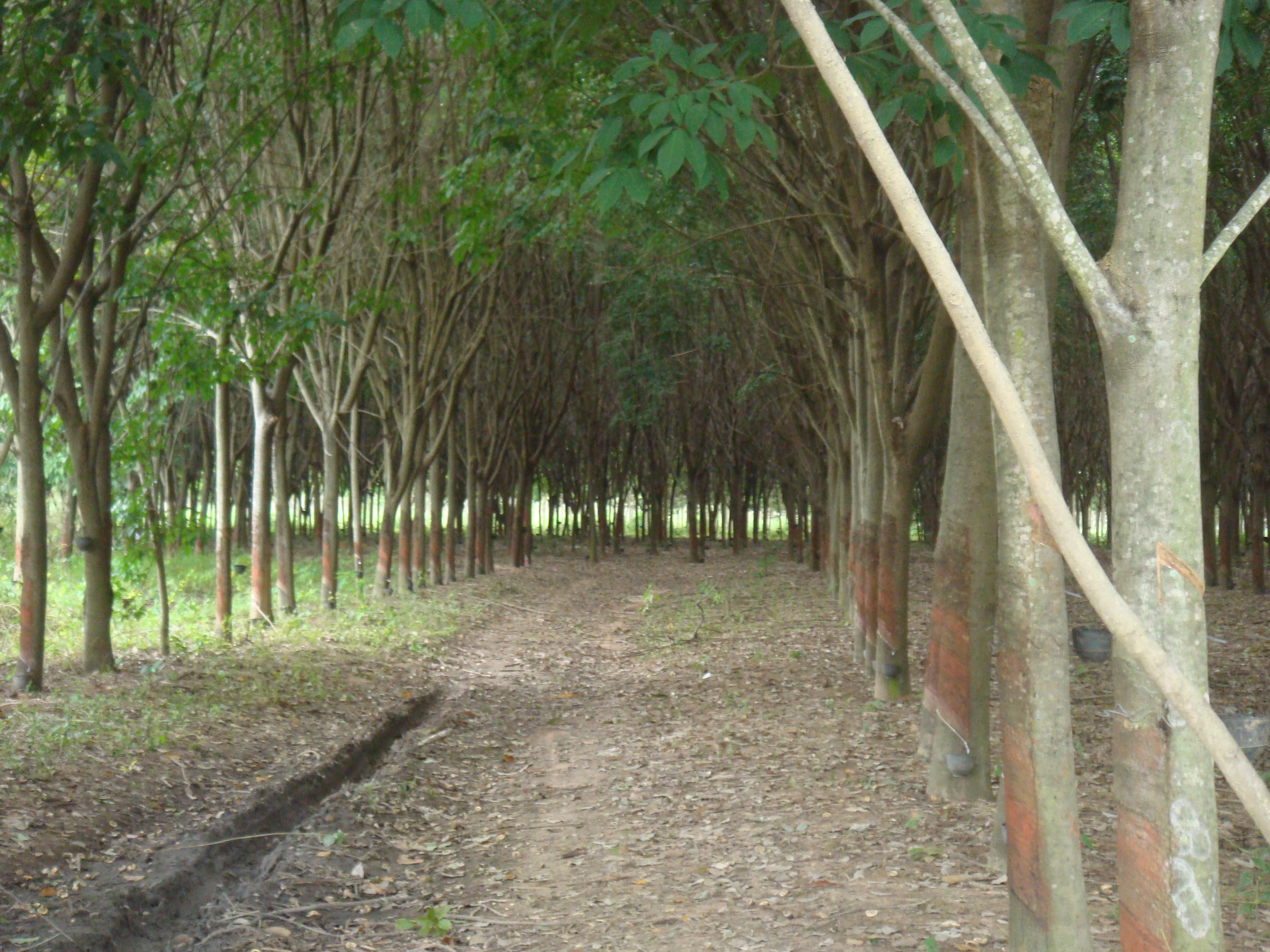
Kaučuková plantáž
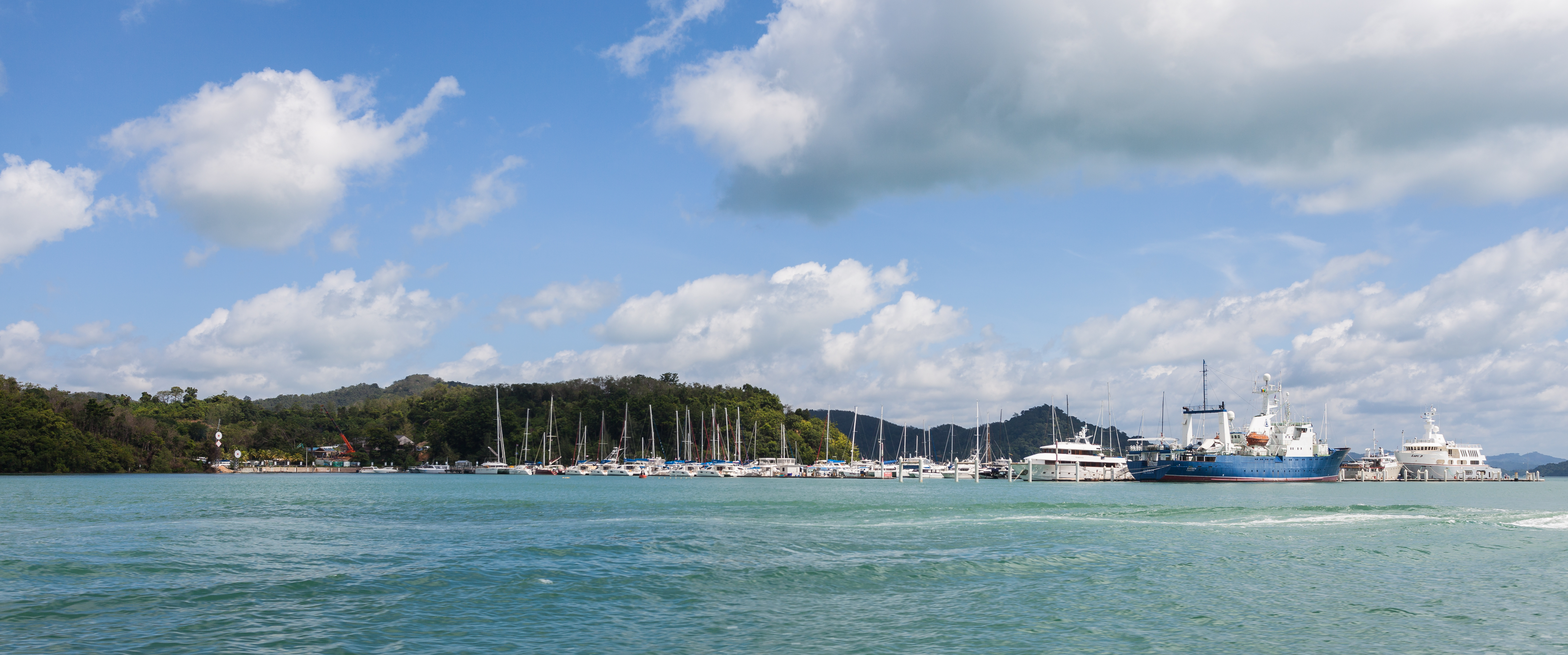
Přístav Phuket